# Carl Ballhaus
Carl Ballhaus, född 4 november 1905 i Mülheim an der Ruhr, död 30 juli 1968 i Eisenach, var en tysk skådespelare och regissör.

## Filmografi (i urval)
- 1931 - M
- 1930 – Väter und Söhne
- 1930 - Blå ängeln (Der blaue Engel)
- 1930 - Västfronten 1918 (Westfront 1918)

## Regi
- 1956 - Damals in Paris